# Konopnica (Rawa)
Pour les articles homonymes, voir Konopnica (homonymie).
Konopnica est une localité polonaise de la gmina et du powiat de Rawa Mazowiecka en voïvodie de Łódź.